# Nicholas Kipruto Koech
Nicholas Kipruto Koech (* 1982) ist ein kenianischer Langstreckenläufer, der sich auf Straßenläufe spezialisiert hat.
2005 siegte er beim Meininger Citylauf über 10 km und belegte beim Bietigheimer Silvesterlauf zeitgleich mit dem Sieger Alexander Lubina den zweiten Platz. Im folgenden Jahr siegte er beim Frankfurter City-Halbmarathon, beim Greifenseelauf und beim Murtenlauf. 2007 wurde er Zweiter beim Kerzerslauf, Siebter beim Paderborner Osterlauf und siegte beim Leverkusen-Halbmarathon, bevor er 2008 den Luzerner Stadtlauf und den Kasseler Citylauf sowie das Halbmarathonrennen beim Bonn-Marathon gewann. Bei seinem Sieg beim Prag-Halbmarathon 2009 stellte er mit einer Zeit von 1:00:07 h einen Streckenrekord auf.
Nicholas Kipruto Koech ist der jüngere Bruder der Langstreckenläuferin Pamela Chepchumba.
| Personendaten    | Personendaten                   |
| ---------------- | ------------------------------- |
| NAME             | Koech, Nicholas Kipruto         |
| KURZBESCHREIBUNG | kenianischer Langstreckenläufer |
| GEBURTSDATUM     | 1982                            |